# Philip Frank
Philip Frank (Hilversum, 9 augustus 1910 – Bloemendaal, 2 februari 1943) was tussen 1937 en 1943 opperrabbijn van het Synagogaal Ressort Noord-Holland.
Philip Frank werd op jonge leeftijd als geestelijk leider van de Joodse gemeenschap in Noord-Holland geïnstalleerd. Hij was getrouwd met Bertha Dünner, roepnaam Bep. Zij was de kleindochter van de bekende opperrabbijn Joseph Hirsch Dünner. De familie Frank woonde aan op Ripperdapark 26 in Haarlem.
Na de aanslag op Alois Bamberger op 30 januari 1943 op de Haarlemse Verspronckweg, pakten de bezetters tien vooraanstaande mensen op uit Haarlem als represaille. Deze tien mannen werden op 2 februari 1943 in de duinen bij Bloemendaal gefusilleerd. Naast Philip Frank waren er nog twee Joodse slachtoffers, Barend Chapon en Herbert Drilsma. Hun gezinnen werden daarna weggevoerd naar de vernietigingskampen.